# Пшечно (Куявско-Поморское воеводство)

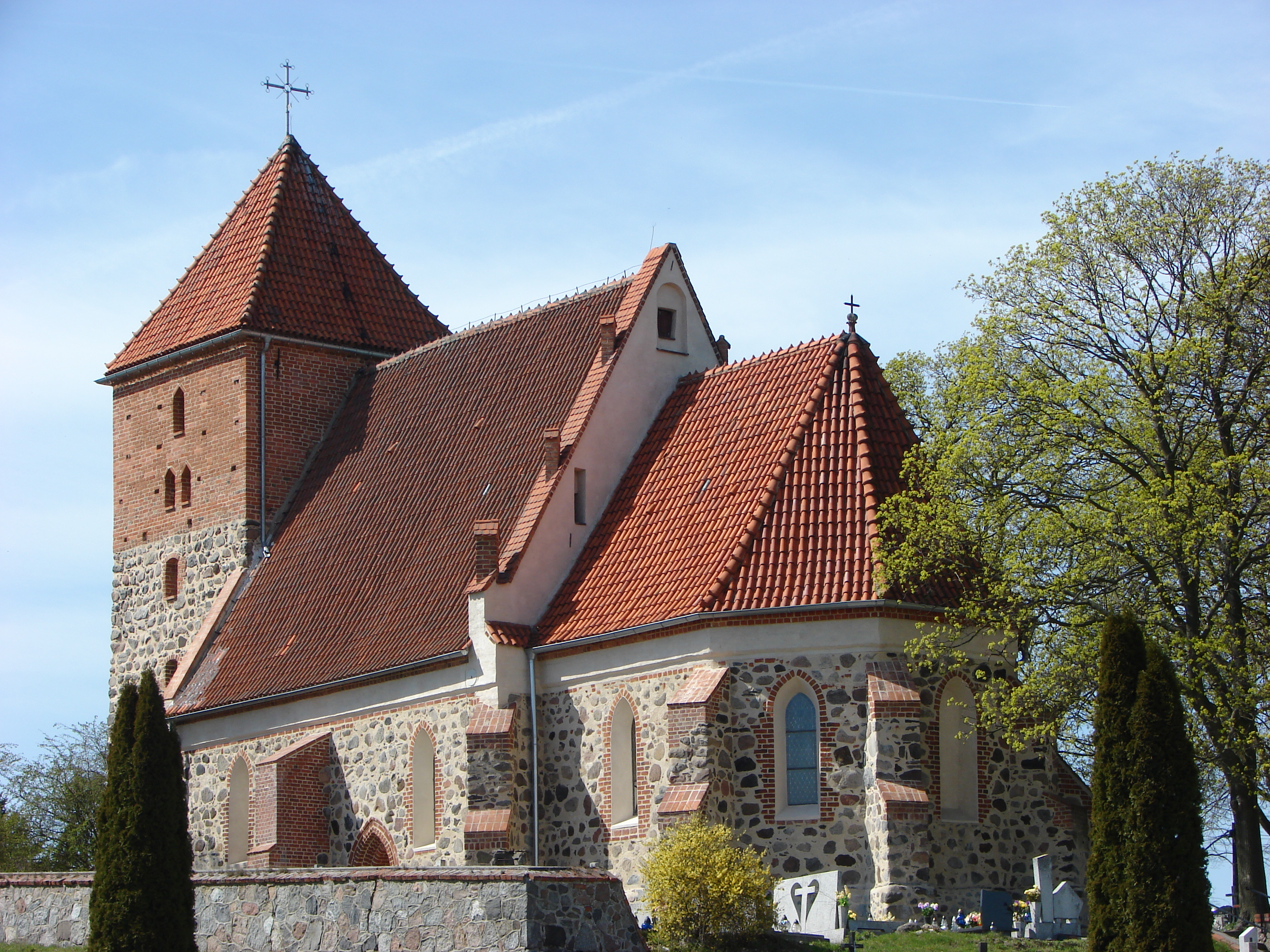
Церковь Святого Креста.

Пшечно — деревня в гмине Лубянка Торуньского повета Куявско-Поморского воеводства в центральной части севера Польши.